# Gbe-talen

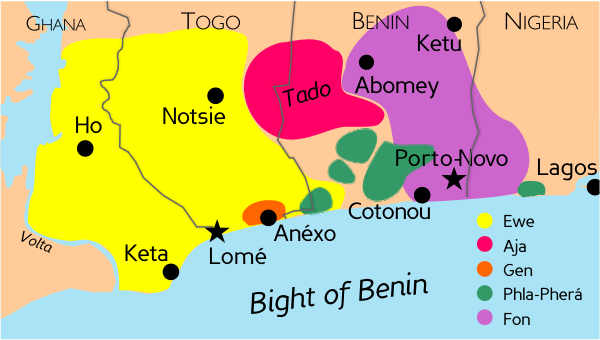
Geografische spreiding van de Gbe-talen

De Gbe-talen zijn een groep van circa 20 zeer nauw verwante talen die deel uitmaken van de grotere familie van de Kwatalen, die op hun beurt een subgroep vormen binnen de familie van de Niger-Congotalen. Het woord Gbe betekent in elk van deze talen afzonderlijk "taal" of "dialect". De Gbe-talen worden gesproken van oostelijk Ghana tot in westelijk Nigeria.
In 1840 begon men met het bestuderen van de Gbe-talen. In de eerste helft van de 20e eeuw heeft met name de Afrikaandeskundige Diedrich Hermann Westermann op dit gebied veel bijgedragen. De Gbe-talen zijn toontalen, ze zijn isolerend en de standaard woordvolgorde is de gebruikelijke SVO-volgorde. In 1952 zijn de Gbe-talen door Joseph Greenberg onderverdeeld bij de Kwatalen. In 1991 was het onderzoek naar de Gbe-talen volledig afgerond en was ook de fonologie van deze talen in kaart gebracht door Hounkpati B.C. Capo.

## Geografische en demografische spreiding
Het precieze aantal Gbe-sprekers is niet bekend, maar wordt verondersteld ergens tussen de vijf en acht miljoen te liggen. Veruit de meest gesproken Gbe-taal is het Ewe, dat ongeveer 3 miljoen sprekers verspreid over Ghana en Togo heeft. Op de tweede plaats staat het Fon, dat ongeveer 1,7 miljoen sprekers telt en in hoofdzakelijk Benin gesproken wordt. Voorbeelden van kleinere Gbe-talen zijn het Aja, het Gen en de verschillende Phla-Pherá-talen. In Ghana wordt het Ewe gebruikt voor het voortgezet onderwijs en aan universiteiten, in Benin wordt in het Aja en Fon onderwijs aan volwassenen gegeven.
Het gebied van de Gbe-talen wordt in het westen en oosten begrensd door de rivier de Volta in Ghana en de Weme in Nigeria. De buurtalen zijn vooral andere Kwatalen. In het oosten en noordoosten grenzen de Gbe-talen aan het Yoruba, in het westen aan de Ga-Dangmetalen, het Guang en het Akan.

## Geschiedenis

#### Voor 1600
De meeste sprekers van de huidige Gbe-talen zijn vanwege oorlogen vanaf de 10e eeuw vanuit het Nigeriaanse departement Oyo via het Beninse Ketu - dat in het Ewe Amedzofe ofwel "begin van de mensheid" genoemd wordt - gemigreerd naar hun huidige leefgebied. Ze hebben mogelijk een genetische verwantschap met de Ga en de Fante. Ook wordt aangenomen dat de sprekers van de huidige Phla-Pherá-talen van oorsprong een andere etnische achtergrond hadden en zich met de migranten en hun talen hebben vermengd. Als gevolg van nieuwe aanvallen van de Yoruba tussen de 13e en de 15e eeuw werden de Gbe-sprekers nog verder westwaarts gedreven, om zich uiteindelijk definitief te vestigen in het toenmalige koninkrijk Tado. Dit koninkrijk was gelegen in een deel van wat nu Togo heet gelegen, aan de rivier de Mono.
In de loop van de 13e of in de 14e eeuw werd door emigranten uit Tado het koninkrijk Notsé gesticht, dat rond 1500 de thuisbasis van de Ewe zou worden. Rond 1550 werd door nieuwe Tadose emigranten een ander koninkrijk gesticht, Allado, dat later het belangrijkste leefgebied van de Fon zou worden. Ten slotte komen ook de Aja uit het koninkrijk Tado.
De Gen, die ook Gbe-talen spreken, leven rond Aného.

#### 1600-1850
Over de geschiedenis van de Gbe-talen in de tijd dat Portugese, Nederlandse en Deense handelaren aan de Goudkust landden om handel met de (ca. 1500 - 1650) is zeer weinig bekend. De Europeanen hielden zich niet met de inheemse talen bezig, in plaats daarvan werden vooral het Portugees en Nederlands als handelstalen gebruikt.
Hierdoor zijn enkele Indo-Europese leenwoorden in de Gbe-talen terechtgekomen zoals atrapoe en duku ("trap" en "stukje stof", afgeleid van het Nederlandse "trap" respectievelijk het Nederlandse "doek" of het Deense dug). Naarmate er in het gebied meer Europese handelsposten kwamen en missionarissen werden uitgezonden werden sommige Europese documenten in de inheemse talen vertaald zoals de Doctrina Christiana. Deze vertaling is een van de oudste in een West-Afrikaanse taal geschreven teksten. Over het algemeen wordt aangenomen dat de vertaling in het Gen is geschreven.
Tijdens de trans-Atlantische slavenhandel veranderde de situatie voor de inheemse bevolking van West-Afrika volledig. De slavenhandel bereikte zijn hoogtepunt aan het eind van de 18e eeuw, toen zo'n 15 000 slaven per jaar vanuit Benin werden geëxporteerd naar de Nieuwe Wereld. Dit was een onderdeel van de driehoekshandel. Hierin hadden vooral de Nederlanders een zeer groot aandeel en in iets mindere mate de Engelsen.
Doordat er vooral veel mannen werden ontvoerd, raakte de man-vrouwverhouding verstoord. In de buurt van de Slavenkust leefde bijvoorbeeld op een gegeven moment op elke twee vrouwen slechts één man. Ook in sociaal en economisch opzicht raakte de Gbecultuur uit balans, bijvoorbeeld doordat de Europeanen soms opzettelijk oorlogen tussen de inheemse bevolkingsgroepen uitlokten. De grote weerslag die dit alles ongetwijfeld heeft gehad op de ontwikkeling van de Gbe-talen is nooit onderzocht.
Doordat in de 18e eeuw zoveel sprekers van de Gbe-talen naar de Nieuwe Wereld wereld werden gebracht, hebben hun talen zich daar met andere vermengd. Op basis van de Gbe-talen hebben zich hierdoor in de Caraïben een aantal creooltalen ontwikkeld. Op basis van de Gbe-talen is zo onder meer het Kreyòl ontstaan. Deze taal heeft een hoofdzakelijk op het Frans gebaseerde woordenschat en daarnaast een op de Gbe-talen gebaseerde syntaxis.

#### 1850-1930
Na 1850 was de slavenhandel zo goed als geheel verboden en kwam de nadruk opnieuw te liggen op de handel in goederen. Ook probeerden de Europeanen de door hen gekoloniseerde delen van Afrika te kerstenen. In 1847 was de uit Bremen afkomstige Norddeutsche Missions-Gesellschaft hiermee begonnen in de Ghanese havenstad Keta.
In dezelfde tijd begon men de grammatica van de Gbe-talen te bestuderen. In 1857 verscheen van de hand van J. B. Schlegel
de eerste Ewe-grammatica met de titel Schlüssel der Ewesprache, dargeboten in den Grammatischen Grundzügen des Anlodialekts. De Gbe-talen worden als één groep voor het eerst uitgebreid bestudeerd door Robert Needham Cust in zijn in 1883 verschenen werk Modern Languages of Africa, waarin net als nu vijf Gbe-talen werden onderscheiden. Verder onderzoek naar de Gbe-talen is verricht door J.G. Christaller, Ernst Henrici, J. Knüsli, Maurice Delafosse en Diedrich Hermann Westermann.

#### 1930 - nu
Vanaf 1930 werd er in de vergelijkende taalkunde steeds meer onderzoek verricht naar de Gbe-talen en werden de talen onderling gerangschikt. Ook werd de fonologie van het proto-Gbe gereconstrueerd. Sinds 1990 onderzoekt SIL International
in hoeverre de Gbe-talige gemeenschappen baat kunnen hebben bij een hogere graad van alfabetisme.

## Kenmerken

### Fonologie
Geen van de afzonderlijke Gbe-talen bevat alle klanken uit het onderstaande overzicht.
| Capo 1991:39            | bilabiaal | labio- dentaal | lamino- dentaal | lamino- alveolair | apical post- alveolair | alveo- palataal | palatal | labio- palataal | velaar  | labio- velaar | uvulaar | labiaal uvulaar |
| ----------------------- | --------- | -------------- | --------------- | ----------------- | ---------------------- | --------------- | ------- | --------------- | ------- | ------------- | ------- | --------------- |
| plosieven en affricaten | [p] [b]   |                | [t] [d]         | [ts] [dz]         | [ɖ]                    | [tʃ] [dʒ]       |         |                 | [k] [ɡ] | [k͡p] [ɡ͡b]     |         |                 |
| nasalen                 | [m]       |                |                 |                   | [n]                    |                 | [ɲ]     |                 | [ŋ]     | [ŋʷ]          |         |                 |
| fricatieven             | [ɸ] [β]   | [f] [v]        |                 | [s] [z]           |                        | [ʃ] [ʒ]         |         |                 |         |               | [χ] [ʁ] | [χʷ] [ʁʷ]       |
| trills                  |           |                |                 |                   | [r] [r̃]                |                 |         |                 |         |               |         |                 |
| approximanten           |           |                |                 |                   | [l] [l̃]                |                 | [j] [ȷ̃] | [ɥ] [ɥ̃]         | [ɰ]     | [w] [w̃]       |         |                 |

| Capo 1991:24               | Voorste klinker | Centrale klinker | Achterste klinker |
| -------------------------- | --------------- | ---------------- | ----------------- |
| Gesloten klinker           | [i • ĩ]         |                  | [u • ũ]           |
| Middelste klinker\|[e • ẽ] |                 | [o • õ]          |                   |
|                            |                 | [ə • ə̃]          |                   |
| Open-middelste klinker     | [ɛ • ɛ̃]         |                  | [ɔ • ɔ̃]           |
| Open klinker               |                 | [ a • ã]         |                   |

Volgens Capo (1981) is nasalisatie in de Gbe-talen wel fonemisch van aard bij klinkers maar niet bij medeklinkers. Dit komt overeen met reconstructies die zijn gemaakt met betrekking tot het Volta-Congo, de niet-geattesteerde vooroudertaal van alle Gbe-talen.
De Gbe-talen zijn toontalen, maar alleen het onderscheid tussen hoge en niet-hoge tonen is fonematisch. Tussen middelhoge en lage tonen bestaat geen fonematisch onderscheid. Of een klinker als middelhoog of laag wordt gerealiseerd hangt af van het karakter van de naburige medeklinker: als dit een stemhebbende obstruent is is de klinker laag zoals in è-ḏà, "slang", maar is de medeklinker een stemloze obstruent of een sonorant dan is de klinker middelhoog of hoog, zoals in ām̲ē, "persoon" of á-f̱ī, "muis".

### Morfologie
De Gne-talen hebben over het algemeen de lettergreepstructuur (M₁)(M₂)K(M₃). Er is dus altijd een nucleus en de medeklinker in de onset is in principe vrij, terwijl de eerste medeklinker in de coda over het algemeen alleen een liquida en de tweede alleen een nasaal kan zijn.
Zelfstandige naamwoorden worden over het algemeen ingeleid door een prefix dat uit een enkele al dan niet gereduceerde klinker bestaat: het woord voor "vuur" is bijvoorbeeld izo in het Phelá, met de cognaten ədʒo in het Wací-Ewe en dʒo in het Pecí-Ewe. Dit prefix is kenmerkend voor de traditionele manier waarop zelfstandige naamwoorden in Niger-Congo-talen in klassen worden ingedeeld.
De Gbe-talen zijn voor de rest zeer analytisch, alleen perifrasische constructies hebben een agglutinerend karakter. Er is geen sprake van woordgeslacht of congruentie, wel wordt voor de vorming van nieuwe woorden veel gebruikgemaakt van reduplicatie, met name bij het afleiden van woorden op basis van werkwoorden. In het Ewe verandert zo bijvoorbeeld het werkwoord lã, "snijden", door middel van reduplicatie in een zelfstandig naamwoord dat de handeling van het snijden aanduidt, lãlã.́ Met behulp van triplicatie kan de betekenis van bijvoeglijke naamwoorden en bijwoorden extra worden benadrukt.

## Syntaxis
De standaard woordvolgorde is SVO, behalve in de onvoltooid verleden tijd. Voor het tempus bestaat maar één grammaticale markeerder, namelijk ná of a om de toekomende tijd mee uit te drukken. Voor de rest bestaat er vrijwel geen onderscheid tussen tempus en aspect; het perfectieve aspect wordt bijvoorbeeld vrijwel uitsluitend met behulp van temporele bijwoorden uitgedrukt.
Vraagzinnen worden gevormd met behulp van de markeerder à aan het einde van de zin.
Focus wordt weergegeven door het betreffende element meer naar voren te halen en hieraan de markeerder wɛ́ (Gungbe, Fongbe), yé (Gengbe) of é toe te voegen als suffix:
- àxwé yé Kòfí tù   (huis FOC Kofi bouwen:PERF)   Kofi bouwde EEN HUIS   (Gengbe, focus)

Topicalisatie wordt weegegeven door het topic-element meer naar voren te halen, al dan niet voorzien van een suffix, en het nog vóór het zinsdeel met de focus te plaatsen:
- [...ɖɔ̀ dàn ɔ́, Kòfí wɛ̀ hùì]?   (die slangDET Kofi FOC doden:PERF-het)   ...(dat) de slang, KOFI heeft hem gedood   (Fongbe, topic)

Ontkenningen worden uitgedrukt door middel van verschillende grammaticale markeerders op verschillende plekken in de zin, zoals má (Gungbe), ã (Fongbe/Gungbe) of mé/o (Ewegbe).
| [Kɔ̀jó má xɔ̀ kátikáti lɔ́] | Kojo NEG buy kite DET       | Kojo did not buy the kite   | (Gungbe) |
| [Kɔ̀kú má ná xɔ̀ àsɔ́n ɔ́]   | Koku NEG FUT kopen krab DET | Koku zal de krab niet kopen | (Fongbe) |
| [Kɔ̀kú ná xɔ̀ àsɔ́n ɔ́ ã]    | Koku FUT kopen krab DET NEG | Koku zal de krab niet kopen | (Fongbe) |
| [Kòfi mé ɖù nú ò]        | Kofi NEG een ding NEG       | Kofi at niet(s)             | (Ewegbe) |

Net als veel andere Volto-Congo talen kennen de Gbe-talen werkwoordserialisering:
- [Kofí trɔ dzo kpoo]?   (Kofi draaien:PERF vertrekken:PERF rustig)   Kofi draaide zich om en vertrok rustig   (Ewegbe, constructie met werkwoordserialiserng)